# Mariastein
Mariastein é um município da Áustria, situado no distrito de Kufstein, no estado do Tirol. Tem 2,38 km² de área e sua população em 2019 foi estimada em 399 habitantes.